# Mexique aux Jeux paralympiques d'hiver de 2022
Le Mexique participe aux Jeux paralympiques d'hiver de 2022 à Pékin en Chine du 4 au 13 mars 2022. Il s'agit de sa cinquième participation à des Jeux d'hiver.
La délégation est très restreinte avec un seul skieur en fauteuil, Arly Velásquez.

## Compétition

### Ski alpin
Arly Velásquez, skieur assis (LW10-1), a déjà participé aux jeux paralympiques de Vancouver en 2010, Sotchi en 2014 et Pyeongchang en 2018. Il sera aligné cette année en slalom géant. 
Velasquez s'est cassé le dos dans un accident de vélo de montagne en 2001. Après avoir essayé de nombreux sports en fauteuil roulant, comme le lancer du poids, le basketball et le tennis, il s'est converti au monoski.
| Athlète        | Épreuve              | Manche 1 | Manche 1 | Manche 2 | Manche 2 | Total | Total |
| Athlète        | Épreuve              | Temps    | Rang     | Temps    | Rang     | Temps | Rang  |
| -------------- | -------------------- | -------- | -------- | -------- | -------- | ----- | ----- |
| Arly Velásquez | Slalom géant - Assis | DNF      | DNF      | NC       | NC       | NC    | NC    |